# Hollyweird
Hollyweird ist das 2002 veröffentlichte siebte Studioalbum der US-amerikanischen Glam-Metal-Band Poison.

## Entstehung
Poison hatte 2000 erstmals seit 1991 wieder ein Album in der kommerziell erfolgreichsten Besetzung der Band aufgenommen. Power to the People hatte lediglich fünf neue Lieder enthalten und war mit 12 auf einer 1999 durchgeführten Tournee aufgenommenen Live-Titeln ergänzt worden. Für 2002 plante die Band daher, ein vollwertiges Studioalbum aufzunehmen. Die Gruppe begab sich 2001 in die Henson Studios und veröffentlichte kurz darauf die erste Single, Rockstar, auf ihrer Website.
Das Album erschien am 21. Mai 2002, als zweite Single wurde eine Coverversion des The-Who-Songs Squeeze Box veröffentlicht. Als dritte Single erschien im folgenden Jahr das Lied Shooting Star.

## Titelliste
alle Titel geschrieben von Bret Michaels, C. C. DeVille, Bobby Dall und Rikki Rokket, Ausnahmen sind mit dem Namen der jeweiligen Autoren versehen.
1. Hollyweird – 3:15
2. Squeeze Box – 2:32 (Pete Townshend)
3. Shooting Star – 4:39
4. Wishful Thinkin’ – 2:49
5. Get ’Ya Some – 4:22
6. Emperor’s New Clothes – 2:15
7. Devil Woman – 3:47
8. Wasteland – 3:56
9. Livin’ In The Now – 2:37
10. Stupid, Stoned & Dumb – 3:10
11. Home (Bret’s Story) – 2:49
12. Home (C.C.’s Story) – 2:47
13. Rockstar – 3:33 [* Bonus-Track]

## Rezeption
Daniel Böhm schrieb für Rock Hard, nach den „hochwertigen Hardrock-Schmankerln Native Tongue und Crack A Smile“ mache sich bei Poison „wieder so etwas wie musikalische Beliebigkeit breit.“ Hollyweird sei „weit davon entfernt, die musikalische Tiefe der beiden Vorgängeralben zu erreichen“ – und dies sei „nur zum Teil darauf zurückzuführen, dass statt der beiden Mega-Gitarristen Richie Kotzen und Blues Saraceno nun wieder Wenigkönner C. C. DeVille über die Bühne“ rocke. Das Album könne man „fast als Rückschritt ins Jahr 1986 beschreiben“ – tatsächlich erinnerten „schlüpfrige Gute-Laune-Rocker wie Wishfull Thinkin oder Shooting Star frappierend an Open Up and Say … Ahh! und Look What the Cat Dragged In“. Die drei von DeVille eingesungen Lieder klängen „wie besseres Material seines zu recht gefloppten Pop-Mini-Punk-Rock-Projekts Samantha 7“ und sorgten für Abwechslung – hätten aber, „wie alle anderen Tracks der Scheibe auch, eine üppigere Produktion“ vertragen können. Hollyweird sei „angesichts des drastischen Substanzabfalls im Vergleich zu den beiden Vorgängerkeksen nur bedingt für unbedarfte Ohren zu empfehlen, für Fans der Truppe aber immer noch eine unterhaltsame Angelegenheit.“